# J-2火箭发动机
J-2发动机是一款液态燃料低温火箭发动机，曾被用于NASA的土星1B号运载火箭和土星5号运载火箭。J-2发动机由Rocketdyne在美国制造，以低温液氢 (LH2) 和 液氧 (LOX) 为推进剂，每台发动机在真空中能产生1,033.1 kN（232,250 lbf）推力。 发动机最初的设计可以追溯到1959年Silverstein委员会的建议。Rocketdyne在1960年6月获得了研发J-2发动机的许可，初次飞行（AS-201）在1966年2月26日进行。J-2发动机在它的历史中进行了数次较小的改进，以提高发动机的性能。此外还有2次大型升级计划，包括采用拉伐尔喷管的J-2S和采用塞式喷管的J-2T，但两者在阿波罗计划结束后都被取消了。
J-2发动机的真空比冲为(Isp)421秒（4.13每秒），海平面比冲为200秒（2.0每秒） ，质量约为1,788（3,942英磅）。土星5号运载火箭的第二级S-II使用了5台J-2发动机，土星5号运载火箭以及土星1B号运载火箭的上面级S-IVB则使用了1台J-2发动机。曾有在更大型火箭的上面级上使用多台J-2发动机的提议，例如Nova火箭。J-2发动机是美国在RS-25之前曾生产的最大的液氢燃料火箭发动机。现代版的J-2发动机，J-2X发动机，被计划用于NASA的航天飞机替代者——太空发射系统的地球出发级。
不像当时大多数的现役液体燃料火箭发动机，当J-2发动机用于土星5号运载火箭的S-IVB第三级时，能够在关机之后再次点火。第一次点火持续约2分钟，将阿波罗飞船送入了一个近地停泊轨道。在乘员确认飞船运转一切正常之后，J-2发动机重新点火进行地月入射，点火持续6.5分钟，将航天器组合体加速送上奔月轨道。

## 简介
主要用于载人和不载人的阿波罗飞船的近地轨道飞行试验的土星IB火箭的第2级用单台J-2发动机作其动力装置（第1级采用8台H-1液氧煤油发动机，每台发动机的海平面推力为93t）。
工作原理如下：少量氧和氢进入燃气发生器并燃烧，产生的燃气依次推动氢涡轮泵和氧涡轮泵，最后将燃气注入喷管作为气膜冷却。液氢由氢泵加压后，先全部用于冷却喷管，然后大部分进入燃烧室作为燃料，小部分进入燃气发生器。液氧由氧泵加压后大部分直接进入燃烧室，小部分进入燃气发生器。J-2只有主泵，没有预压泵。

## J-2S
1964年，原设计公司洛克达因为了改进J-2的性能而研发了这个试验版本，当初名为J-2X（并不是后来的J-2X）。最主要的改动就是将燃气发生器循环换成抽气循环，即将通过燃烧室上的管道供应热气体，而不是通过独立的燃烧器。除了要移除发动机上部分结构，这些改动还降低了发动机启动的难度并妥善地协调了各燃烧室的关系。
其他的改动还包括节流系统，可变的燃料混合系统。还有一个新的“空闲模式”，它提供很少的推力，可用于在轨机动，或在再次燃烧之前稳定燃料箱。
试验中，洛克达因生产了六台样机，命名为J-2S。从1965年到1972年，这些样机总共试车30858秒。1972年，美国当局决定不再生产農神五号，该发动机的研制也告一段落。而NASA考虑将J-2S用于其他用途，在众多航天飞机方案中，其中就用用五台J-2S来驱动的方案。

## J-2T
当J-2S的研制工作还在继续时，NASA就开始资助另一个研发项目：给J-2S加装一个新的塞式喷管。这会更加显著地提高发动机的性能。试验用的两台发动机，J-2T-200k达到了200,000 磅力 (890 kN)的推力，J-2T-250k达到了250,000磅力。和J-2S一样，J-2T也随着阿波罗计划的停止而停止。

## J-2X

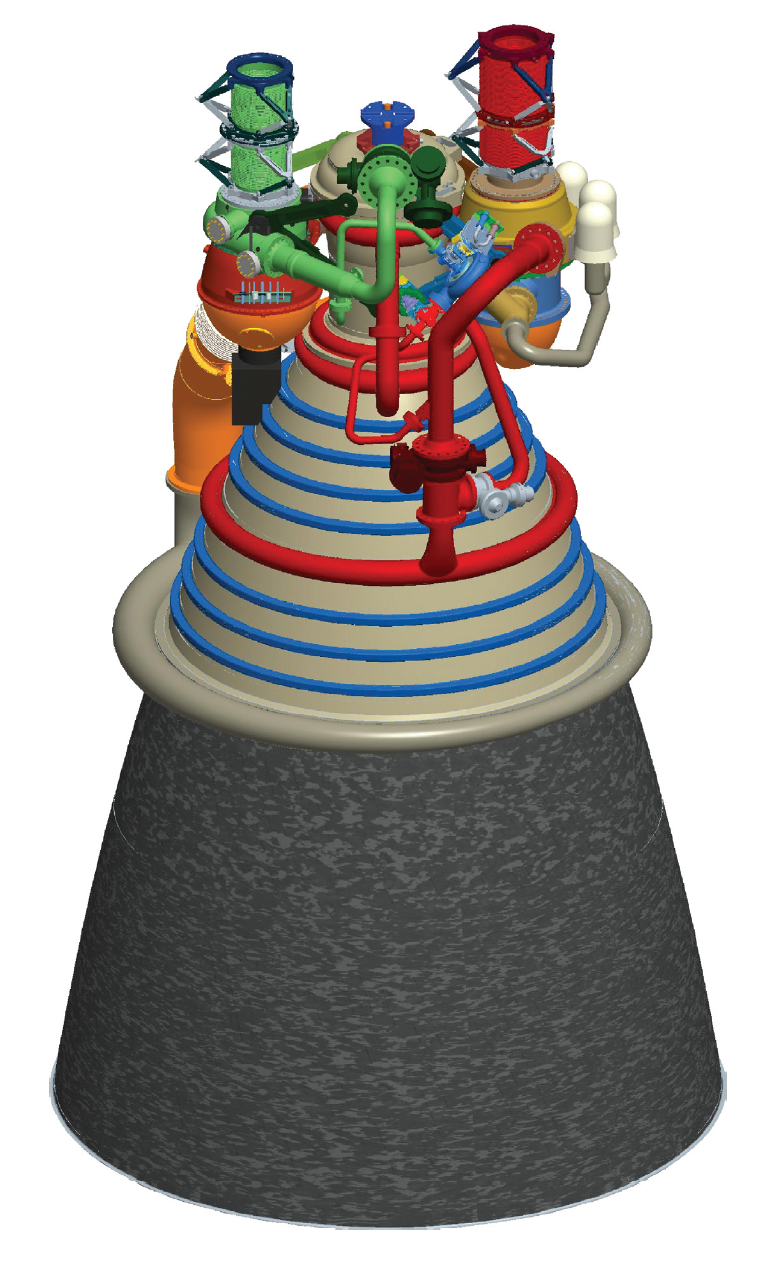
J-2X发动机的概念图

J-2X是J-2的一个新版本，它将用于星座计划和未来的载人飞船奧賴恩。原先的计划是使用两台J-2X来驱动地球出发級（EDS），每台J-2X将提供294,000磅力。
2006年2月18日，NASA决定将J-2X用在战神一号的第二级，这项决定将把战神号的研制周期缩短到3年，2013年即可首飞。而奧賴恩飞船有望在2014年首飞。除此之外，J-2X还简化了奧賴恩的结构。2007年8月23日，NASA还专为J-2X发动机试车在斯坦尼斯航天中心建造了新的试验基地。(SSC)   2007年12月到2008年5月间，在试验基地已用J-2发动的各组件进行了九次试验，为研制J-2X做了准备。
J-2X将比J-2效率更高且更简单，但比航天飞机发动机成本低。2007年7月16日，NASA正式宣布洛克达因承接了总价达12亿美元的J-2X研发合同，并决定将J-2X用于战神五号的上面级。

## 技术参数
|           | J-2                                                                          | J-2S                       | J-2X                                                  |
| --------- | ---------------------------------------------------------------------------- | -------------------------- | ----------------------------------------------------- |
| 真空推力: | 1,033.100 kN (232,250 lbf)                                                   | 1,138.500 kN (255,945 lbf) | 1,310.000 kN (294,490 lbf)                            |
| 真空比冲: | 421秒（4.13每秒）                                                            | 436秒（4.28每秒）          | 448秒（4.39每秒）                                     |
| 燃烧时间: | 475 s                                                                        | 475 s                      | 465 s (战神五号运载火箭上面级)                        |
| 净重:     | 1,438 kg (3,170 lb)                                                          | 1,400 kg (3,000 lb)        | 2,472 kg (5,450 lb)                                   |
| 推进剂:   | LOX/LH2                                                                      | LOX/LH2                    | LOX/LH2                                               |
| 混合比:   | 5.50                                                                         | 5.50                       | 5.50                                                  |
| 直径:     | 2.01 m (6.60 ft)                                                             | 2.01 m (6.60 ft)           | 3.05 m (10.00 ft)                                     |
| 长度:     | 3.38 m (11.08 ft)                                                            | 3.38 m (11.08 ft)          | 4.70 m (15.40 ft)                                     |
| 推重比:   | 73.18                                                                        | 85.32                      | 55.04                                                 |
| 制造商:   | 洛克达因公司                                                                 | 洛克达因公司               | 洛克达因公司                                          |
| 应用:     | 土星1B号运载火箭 & 農神五号／S-IVB上面级 - 一台 農神五号／S-II 第二级 - 五台 | 土星五号 / S-II / S-IVB    | 战神一号运载火箭上面级 &战神五号运载火箭上面级 - 一台 |